# Alexander Lindsay, 6. Earl of Balcarres

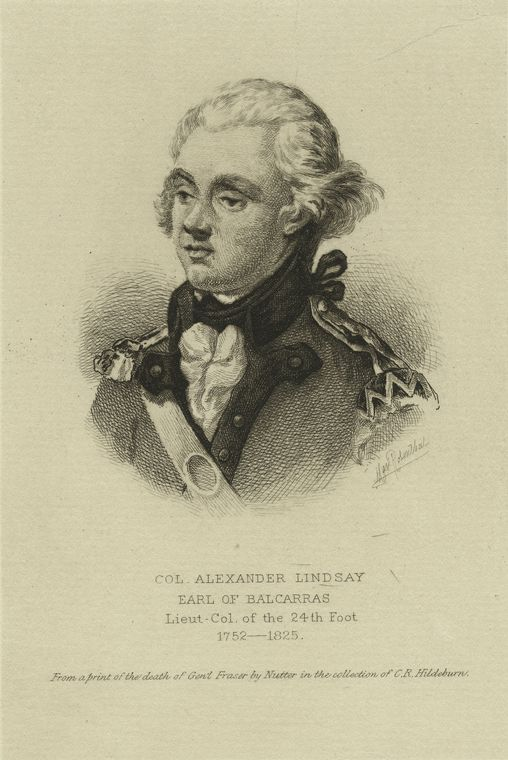
Alexander Lindsay, 6. Earl of Balcarres

Alexander Lindsay, 6. Earl of Balcarres, de iure 23. Earl of Crawford (* 18. Januar 1752; † 27. März 1825 in Haigh Hall, Lancashire) war ein britischer General, der zwischen 1795 und 1801 Lieutenant Governor der Kolonie Jamaika war.

## Leben und Karriere
Lindsay, der älteste Sohn von James Lindsay, 5. Earl of Balcarres und dessen Ehefrau Anne Dalrymple, Tochter von Sir Robert Dalrymple of Castletown. Sein Vater hatte bei Sheriffmuir auf der Seite von James Stuart gekämpft.
Lindsay begann 1767 im Alter von 15 Jahren seine militärische Laufbahn in der britischen Armee als Ensign des auf Gibraltar stationierten 15th Regiment of Foot. Beim Tod Am 20. Februar 1768 erbte er dessen schottische Adelstitel als 6. Earl of Balcarres und 6. Lord Lindsay and Balniel. Im selben Jahr reiste er nach Deutschland, wo er zwei Jahre in Göttingen studierte.
1771 kaufte er ein Patent als Captain beim 42nd (Royal Highland) Regiment of Foot, 1775 als Major des 53rd Regiment of Foot. Während des Amerikanischen Unabhängigkeitskrieges nahm er am 7. Juli 1777 an der Schlacht von Ticonderoga teil, wo er leicht verwundet wurde. Vom 19. September bis zum 17. Oktober 1777 war er an der verlorenenen Schlacht von Saratoga beteiligt. Diese wird von vielen Historikern als der Wendepunkt im Amerikanischen Unabhängigkeitskrieg und die entscheidende Schlacht in der amerikanischen Geschichte angesehen. Er ergab sich mit John Burgoyne und wurde erst 1779 aus der Kriegsgefangenschaft in Boston wieder freigelassen.
Noch während seiner Gefangenschaft wurde er 1777 zum Lieutenant-Colonel des 24th Regiment of Foot befördert. Nach seiner Rückkehr aus Amerika löste Lindsay 1780 John Murray, 4. Duke of Atholl als Großmeister der Freimaurer-Großloge von Schottland (Grand Master Mason of the Grand Lodge of Scotland) ab, und hatte dieses Amt bis zu seiner Ablösung durch David Erskine, 11. Earl of Buchan, 1782, inne. 1782 wurde er als Nachfolger von Simon Fraser Colonel des 71st Regiment of (Highland) Foot (Fraser’s Highlanders), das aber 1783 aufgelöst wurde.
Von 1784 bis 1796 war er als Representative Peer gewählter Vertreter des schottischen Adels im britischen House of Lords. Er war politisch reaktionär eingestellt und setzte sich für die Restauration von Besitzungen ein, die Unterstützern der Jakobiten entzogen worden waren.
1789 wurde er Colonel des 63rd (West Suffolk) Regiment of Foot und damit Nachfolger von George Waldegrave, 4. Earl Waldegrave. Diesen Posten bekleidete er bis zu seinem Tode am 27. März 1825. Sein Nachfolger wurde William Dyott. 1793 wurde er zum Major-General befördert und beim Ausbruch der Koalitionskriege im selben Jahr zum Kommandeur der Streitkräfte auf der Kanalinsel Jersey ernannt.
1795 übernahm Lindsay von Major-General Adam Williamson den Posten als Lieutenant Governor der Kolonie Jamaika und verblieb dort bis 1801. 1798 wurde er zum Lieutenant-General befördert. Er sah hinter dem Aufstand der Maroons französische Agenten und ging mit unnötiger Härte vor. So setzte er 100 kubanische Kampfhunde gegen die Maroons ein, wie sie die Spanier gegen die Miskitos verwendeten, was schon seine Zeitgenossen kritisierten, darunter Georg III. höchstselbst. Nach dem zweiten Maroon-Krieg ließ er Trelawny Town abbrennen. In Bruch eines Versprechens, das Major-General George Walpole dem Oberst Montague James, Anführer der Maroons gegeben hatte, dass sie nicht von Jamaika entfernt werden würden, wenn sie sich ergäben, ordnete er ihre Deportation nach Nova Scotia an und ließ sie einschiffen, bevor die Genehmigung aus London eintraf. Lieutenant-General George Nugent wurde 1801 sein Nachfolger als Gouverneur.
Nach seiner Rückkehr aus Jamaika fungierte er von 1802 bis zu seinem Tod 1825 erneut als schottischer Representative Peer im House of Lords. 1803 wurde er zum General befördert.
Beim Tod seines kinderlosen entfernten Verwandten George Lindsay-Crawford, 22. Earl of Crawford, am 30. Januar 1808, erbte Alexander Lindsay de iure den Anspruch auf den Titel 23. Earl of Crawford und die Würde des Chiefs des Clan Lindsay. Er führte den Titel jedoch nie und erst sein ältester Sohn und Erbe James Lindsay, 7. Earl of Balcarres, erwirkte am 11. August 1848 die Bestätigung des Titels durch das House of Lords.

## Besitzungen auf Jamaika
Balcarres besaß mehrere Plantagen auf Jamaika, unter anderem Kaffee-Plantagen in Martins Hill und Marshall’s Pen im Manchester Parish, Shooters Hill in St Elizabeth Parish sowie Balcarres Plantation in St. George Parish (heute Portland Parish). Marshall's Pen, ursprünglich Teil von Martins Hill war 1812 als Douglas Run eingerichtet worden, indem man 40 Morgen Urwald rodete. Ferner wurden Sklavenhütten gebaut. 1814 ließ Lindsay Sklaven für die neue Plantage kaufen, aber auch Sklaven von Martins Hill mussten hier arbeiten. Es wurde jährlich mehr Urwald gerodet. Lindsay betrieb seine Plantagen über John Carstairs und Thomas Fowlis, zwei Faktoren in London sowie ein Handelshaus in Kingston und besuchte sie nicht persönlich. Nach dem Tod von Balcarres 1825 erbte sein Sohn James Lindsay Marshall’s Pen, das er bis 1850 besaß, also auch nach der Sklavenemanzipation 1834. Für die Jahre zwischen 1815 und 1839 existieren recht genaue Unterlagen über Geburten und Todesfälle der Sklaven/Arbeiter. Insgesamt starben in diesem Zeitraum 178 Schwarze, vor allem an ansteckenden Krankheiten. Der Sklavenfriedhof ist teilweise erhalten, andere Sklaven wurden vermutlich in ihren Gärten begraben.

## Ehe und Nachkommen
Lindsay heiratete am 1. Juni 1780 in der Londoner St Marylebone Parish Church seine Cousine mütterlicherseits Elizabeth Dalrymple (1759–1816), Tochter von Charles Dalrymple of North Berwick. Aus dieser Ehe gingen vier Söhne und zwei Töchter hervor:
- James Lindsay, 24. Earl of Crawford, 6. Earl of Balcarres (1783–1869), ⚭ 1811 Hon. Maria Margaret Francis Pennington, Tochter des John Pennington, 1. Baron Muncaster;
- Hon. Charles Robert Lindsay (1784–1835), Steuereintreiber in Agra, Indien, ⚭ 1814 Elizabeth Thompson († 1852);
- Hon. Richard Lindsay (* 1786), Cornet der 20th Dragoons, starb jung;
- Hon. Edwin Lindsay (* 1786), Offizier der Madras Army, starb jung;
- Lady Elizabeth Keith Lindsay (1781–1825), ⚭ um 1815 Robert Edensor Heathcote (1780–1850), MP, Gutsherr von Longton Hall in Staffordshire;
- Lady Anne Lindsay (1797–1846), ⚭ 1811 Robert Wardlaw-Ramsay († 1837), Gutsherr von Balgarvie in Fife, 18. Laird of Whitehill in Edinburghshire.

Seine Gattin erbte von ihrer Mutter Elizabeth Edwin das Anwesen Haigh Hall bei Wigan in Lancashire, das 1838 2.110 acres umfasste, und das er mit seiner Familie hauptsächlich bewohnte. Den von seinem Vater geerbten Familiensitz Balcarres House in Fife hatte er 1791 an seinen Bruder Robert Lindsay, der ebenfalls Plantagenbesitzer in Westindien war, veräußert. In Lancashire entwickelte Lindsay mit seinem Bruder Robert sowie James Corbett die lokale Eisenindustrie, den Kohlebergbau und förderte den Kanal- und Straßenbau. In Leyland Mill bei Wigan ließ er einen Hochofen bauen. Er versuchte auch, Zuckerrohrmühlen für den Export in die Karibik produzieren zu lassen.